# Аніта Мартон
Аніта Мартон (угор. Márton Anita, нар. 15 січня 1989, Сегед, Угорщина) — угорська легкоатлетка, що спеціалізується на штовханні ядра, бронзова призерка Олімпійських ігор 2016 року, призерка чемпіонатів світу та Європи.

## Кар'єра
| Рік  | Чемпіонат                     | Місце проведення         | Місце  | Результат |
| ---- | ----------------------------- | ------------------------ | ------ | --------- |
| 2009 | Чемпіонат Європи в приміщенні | Турин, Італія            | 13 (q) | 15.82 м   |
| 2009 | Чемпіонат світу               | Берлін, Німеччина        | 24 (q) | 16.80 м   |
| 2010 | Чемпіонат світу в приміщенні  | Доха, Катар              | 17 (q) | 17.34 м   |
| 2010 | Чемпіонат Європи              | Барселона, Іспанія       | 11     | 17.78 м   |
| 2011 | Чемпіонат Європи в приміщенні | Париж, Франція           | 5      | 17.22 м   |
| 2011 | Чемпіонат світу               | Тегу, Південна Корея     | 22 (q) | 17.04 м   |
| 2012 | Чемпіонат Європи              | Гельсінкі, Фінляндія     | 7      | 17.93 м   |
| 2012 | Олімпійські ігри              | Лондон, Велика Британія  | 23 (q) | 17.48 м   |
| 2013 | Чемпіонат Європи в приміщенні | Гетеборг, Швеція         | 12 (q) | 17.22 м   |
| 2013 | Чемпіонат світу               | Москва, Росія            | 20 (q) | 17.32 м   |
| 2014 | Чемпіонат світу в приміщенні  | Сопот, Польща            | 6      | 18.17 м   |
| 2014 | Чемпіонат Європи              | Цюрих, Швейцарія         | 3      | 19.04 м   |
| 2015 | Чемпіонат Європи в приміщенні | Прага, Чехія             | 1      | 19.23 м   |
| 2015 | Чемпіонат світу               | Пекін, Китай             | 4      | 19.48 м   |
| 2016 | Чемпіонат світу в приміщенні  | Портленд, США            | 2      | 19.33 м   |
| 2016 | Чемпіонат Європи              | Амстердам, Нідерланди    | 2      | 18.72 м   |
| 2016 | Олімпійські ігри              | Ріо-де-Жанейро, Бразилія | 3      | 19.87 м   |
| 2017 | Чемпіонат Європи в приміщенні | Белград, Сербія          | 1      | 19.28 м   |